# Kocia mama i jej przygody
Kocia mama i jej przygody – powieść autorstwa Marii Buyno-Arctowej, wydana po raz pierwszy w roku 1905. Jeden z najpopularniejszych utworów tej autorki, do samego tylko roku 1937 wznawiany siedmiokrotnie. Zawiera wiele wątków autobiograficznych.

## Fabuła
Przygody ośmioletniej wiejskiej dziewczynki (dorastającej, podobnie jak Arctowa, we wsi Brzeziny), której największą miłością są koty. Z ich powodu, często wpada w poważne tarapaty.